# Луїджі Руссоло
Луїджі Руссоло (італ. Luigi Russolo; 30 квітня 1885, Портогруаро, Венеція — 4 лютого 1947, Серро ді Лавено у Лаго-Маджоре) — італійський художник, композитор і поет футурист. Автор маніфесту футуристичної музики "Мистецтво шумів".

## Біографія
Руссоло професійно вивчав музику, живопис вивчав самостійно. Через поета Паоло Буцці познайомився з міланськими футуристами і грав роль посередника між різними художніми напрямками. В 1910 році, разом з Умберто Боччоні, Джакомо Балла, Джіно Северині й Карло Карра, підписав «Технічний маніфест футуристичного живопису».
У своїх полотнах цього періоду проголошував футуристичний культ машин і руху, що виражались на полотнах геометричністю форм. Паралельно з живописом Луїджі Руссоло активно експериментує в музиці. З 1913 року і до кінця 20-х років Луїджі Руссоло припиняє займатися живописом і цілком присвячує себе музиці. Він концентрується на вивченні шумів і звуків, в результаті чого відкриває Intonarumori (шумові звучання), з яких виникла «музика шумів», ембієнт, що стала чудовим внеском футуризму в розвиток музики ХХ сторіччя. Особливий розвиток цей жанр отримав з кінця 40-х років в творах представників конкретної музики (Musique concrete), яка вбачала в ньому правдиве відображення реального світу.
Футуристичні експерименти Луїджі Руссоло на межі живопису і музики знайшли підтримку і відгук у Василя Кандинського, що опублікував в 1912 році в альманасі «Блакитний вершник» свою театральну розробку «Жовтий Звук», навіяну роботами Руссоло і кольоромузичне складової «Поеми вогню» Олександра Скрябіна. У пізніший час, в 1923 році в СРСР, художник Володимир Баранов-Россіне презентує свій оптофонічний рояль, а у Німеччині угорець Ласло Олександр створює сонохроматоскоп. Ці світлозвукові інструменти зобов'язані своїм походженням ідеям Луїджі Руссоло.
Знову малювати почав Луїджі Руссоло лише 1941 року, віддаючи перевагу фігуративного живопису.

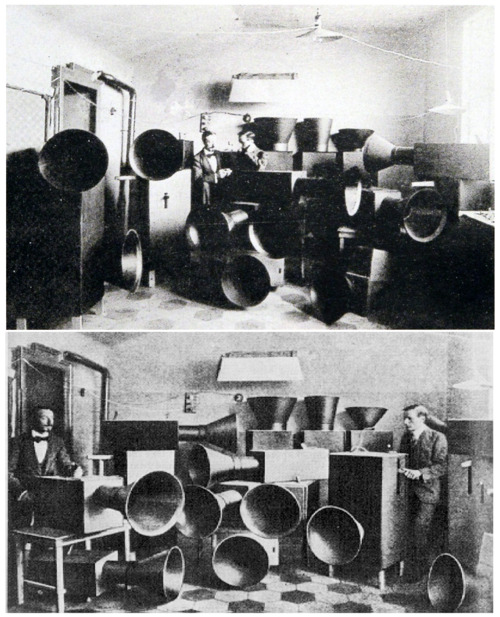
intonarumori, 1920